# 519 (číslo)
Pět set devatenáct je přirozené číslo. Následuje po čísle pět set osmnáct a předchází číslu pět set dvacet. Římskými číslicemi se zapisuje DXIX a řeckými číslicemi φιθ.

## Matematika
519 je:
- Deficientní číslo
- Poloprvočíslo
- Nešťastné číslo

## Astronomie
- (519) Sylvania je planetka hlavního pásu, kterou v roce 1903 objevil Raymond Smith Dugan

## Roky
- 519
- 519 př. n. l.